# Вікові дуби (Козятинське лісництво)
Вікові́ дуби́ — ботанічна пам'ятка природи місцевого значення. Розташована у Козятинському районі Вінницької області (Козятинське лісництво кв. 10 діл. 10, 12, 17). Оголошена відповідно до Рішення Вінницького облвиконкому від 29.08.1984 р. № 371. Охороняється група вікових дерев дуба звичайного віком понад 200 років, висотою 25—28 м та діаметром стовбурів 64—98 см.